# Diskografie Maître Gimse
Toto je seznam vydané diskografie konžsko-francouzského zpěváka a rappera Maître Gimse.

## Alba
| Název                                                                                   | Detaily o albu                                                            | Umístění v hitparádách | Umístění v hitparádách | Umístění v hitparádách | Umístění v hitparádách | Umístění v hitparádách | Umístění v hitparádách | Umístění v hitparádách | Umístění v hitparádách | Prodeje         | Certifikace                                                       |
| Název                                                                                   | Detaily o albu                                                            | FRA                    | BEL (Wa)               | BEL (Fl)               | DEN                    | GER                    | ITA                    | NLD                    | SWI                    | Prodeje         | Certifikace                                                       |
| --------------------------------------------------------------------------------------- | ------------------------------------------------------------------------- | ---------------------- | ---------------------- | ---------------------- | ---------------------- | ---------------------- | ---------------------- | ---------------------- | ---------------------- | --------------- | ----------------------------------------------------------------- |
| Subliminal                                                                              | - Vydáno: 20. května 2013 - Vydavatelství: Wati B, MMC (standardní edice) | 2                      | 1                      | 47                     | —                      | —                      | —                      | 72                     | 11                     | - WW: 1,100,000 | - FRA: 2× Diamond - BEL: Gold                                     |
| Mon cœur avait raison                                                                   | - Vydáno: 28. srpna 2015 - Vydavatelství: Wati B, Sony Music              | 1                      | 1                      | 24                     | 4                      | —                      | 20                     | 40                     | 3                      | - WW: 1,300,000 | - FRA: 2× Diamond - BEL: Platinum - DEN: Platinum - SWI: Platinum |
| Ceinture noire                                                                          | - Vydáno: 23. března 2018 - Vydavatelství: TF1 Group, Play Two            | 1                      | 1                      | 28                     | —                      | 48                     | —                      | 93                     | 1                      | - WW: 1,100,000 | - FRA: 2× Diamond - BEL: Platinum - SWI: Gold                     |
| Le fléau                                                                                | - Vydáno: 4. prosince 2020 - Vydavatelství: TF1 Group, Play Two           | 1                      | 7                      | —                      | —                      | —                      | —                      | —                      | 14                     |                 | - FRA: 2× Platinum                                                |
| Les dernières volontés de Mozart                                                        | - Vydáno: 2. prosince 2022 - Vydavatelství: Géante Rouge, Play Two        | 4                      | 23                     | —                      | —                      | —                      | —                      | —                      | 47                     |                 | - FRA: Platinum                                                   |
| "—" značí, že se nahrávka neumístila v hitparádách nebo v tomto území ani nebyla vydána |                                                                           |                        |                        |                        |                        |                        |                        |                        |                        |                 |                                                                   |

## Extended play
| Název                             | Detaily o EP                                       | Umístění v hitparádách | Umístění v hitparádách | Umístění v hitparádách | Umístění v hitparádách |
| Název                             | Detaily o EP                                       | FRA                    | BEL (Wa)               | BEL (Fl)               | SWI                    |
| --------------------------------- | -------------------------------------------------- | ---------------------- | ---------------------- | ---------------------- | ---------------------- |
| Ceux qui dorment les yeux ouverts | - Vydáno: 7. prosince 2006 - Vydavatelství: Wati B | —                      | —                      | —                      | —                      |
| Le Nord se souvient               | - Vydáno: 13. září 2024 - Vydavatelství: TF1 Group | 1                      | 1                      | 25                     | 9                      |

## Singly

### Jako hlavní umělec
| Název                                                                                   | Rok  | Umístění v hitparádách | Umístění v hitparádách | Umístění v hitparádách | Umístění v hitparádách | Umístění v hitparádách | Umístění v hitparádách | Umístění v hitparádách | Umístění v hitparádách | Umístění v hitparádách | Umístění v hitparádách | Certifikace                                                                               | Album                            |
| Název                                                                                   | Rok  | FRA                    | BEL (Wa)               | BEL (Fl)               | DEN                    | GER                    | ITA                    | NLD                    | POR                    | SPA                    | SWI                    | Certifikace                                                                               | Album                            |
| --------------------------------------------------------------------------------------- | ---- | ---------------------- | ---------------------- | ---------------------- | ---------------------- | ---------------------- | ---------------------- | ---------------------- | ---------------------- | ---------------------- | ---------------------- | ----------------------------------------------------------------------------------------- | -------------------------------- |
| "J'me tire"                                                                             | 2013 | 1                      | 1                      | 4                      | —                      | —                      | —                      | 5                      | —                      | —                      | 17                     | - FRA: Platinum - BEL: Platinum - SWI: Gold                                               | Subliminal                       |
| "Bella"                                                                                 | 2013 | 3                      | 3                      | —                      | —                      | —                      | —                      | —                      | —                      | —                      | 25                     | - FRA: Platinum - BEL: Gold                                                               | Subliminal                       |
| "One Shot" (feat. Dry)                                                                  | 2013 | 16                     | 25                     | —                      | —                      | —                      | —                      | —                      | —                      | —                      | —                      | —                                                                                         | Subliminal                       |
| "Ça marche" (feat. The Shin Sekaï)                                                      | 2013 | 29                     | 28                     | —                      | —                      | —                      | —                      | —                      | —                      | —                      | —                      | —                                                                                         | Subliminal                       |
| "Changer"                                                                               | 2013 | 9                      | 15                     | —                      | —                      | —                      | —                      | —                      | —                      | —                      | —                      | —                                                                                         | Subliminal                       |
| "Zombie"                                                                                | 2013 | 3                      | 11                     | —                      | —                      | —                      | —                      | —                      | —                      | —                      | 62                     | - FRA: Gold                                                                               | Subliminal                       |
| "Warano Style"                                                                          | 2013 | 21                     | 49                     | —                      | —                      | —                      | —                      | —                      | —                      | —                      | —                      | —                                                                                         | Subliminal                       |
| "Est-ce que tu m'aimes?"                                                                | 2015 | 3                      | 2                      | 19                     | 4                      | —                      | 1                      | —                      | —                      | —                      | 43                     | - BEL: Gold - FRA: Platinum - GER: Gold - ITA: 5× Platinum - DEN: 3× Platinum - SWI: Gold | Mon cœur avait raison            |
| "Laissez passer"                                                                        | 2015 | 7                      | 7                      | —                      | —                      | —                      | —                      | —                      | —                      | —                      | —                      | - FRA: Gold                                                                               | Mon cœur avait raison            |
| "Brisé"                                                                                 | 2015 | 6                      | 5                      | —                      | —                      | —                      | —                      | —                      | —                      | —                      | —                      | - FRA: Gold                                                                               | Mon cœur avait raison            |
| "Sapés comme jamais" (feat. Niska)                                                      | 2015 | 3                      | 2                      | —                      | —                      | —                      | —                      | —                      | —                      | —                      | —                      | - FRA: Diamond - BEL: Gold                                                                | Mon cœur avait raison            |
| "Tu vas me manquer"                                                                     | 2015 | 6                      | 28                     | —                      | —                      | —                      | —                      | —                      | —                      | —                      | —                      | - FRA: Platinum                                                                           | Mon cœur avait raison            |
| "Je te pardonne" (feat. Sia)                                                            | 2015 | 12                     | 8                      | —                      | —                      | —                      | —                      | —                      | —                      | —                      | —                      | —                                                                                         | Mon cœur avait raison            |
| "Zoum Zoum" (feat. Djuna Family)                                                        | 2016 | 22                     | —                      | —                      | —                      | —                      | —                      | —                      | —                      | —                      | —                      | - FRA: Gold                                                                               | Singl bez alb                    |
| "Ma beauté"                                                                             | 2016 | 11                     | 48                     | —                      | —                      | —                      | —                      | —                      | —                      | —                      | —                      | - FRA: Platinum                                                                           | Mon cœur avait raison            |
| "Boucan" (feat. Jul a DJ Last One)                                                      | 2016 | 21                     | 44                     | —                      | —                      | —                      | —                      | —                      | —                      | —                      | —                      | - FRA: Platinum                                                                           | Mon cœur avait raison            |
| "Tout donner"                                                                           | 2016 | 18                     | 26                     | —                      | —                      | —                      | —                      | —                      | —                      | —                      | —                      | - FRA: Diamond                                                                            | Mon cœur avait raison            |
| "Loin" (feat. Dany Synthé, soFLY & Nius)                                                | 2017 | 42                     | —                      | —                      | —                      | 6                      | —                      | —                      | —                      | —                      | 71                     | - FRA: Platinum - SWI: Platinum - GER: Platinum                                           | Mon cœur avait raison            |
| "Marabout"                                                                              | 2017 | 49                     | —                      | —                      | —                      | —                      | —                      | —                      | —                      | —                      | —                      | —                                                                                         | Singl bez alb                    |
| "Caméléon"                                                                              | 2017 | 11                     | 32                     | —                      | —                      | —                      | —                      | —                      | —                      | —                      | 38                     | - FRA: Diamond - SWI: Gold                                                                | Ceinture noire                   |
| "Mi Gna (Maître Gims Remix)" (se Super Sako feat. Hayko)                                | 2018 | 6                      | 21                     | —                      | —                      | —                      | —                      | —                      | —                      | —                      | 74                     | - FRA: Platinum - SWI: Gold                                                               | Ceinture noire                   |
| "La même" (feat. Vianney nebo Álvaro Soler)                                             | 2018 | 1                      | 1                      | 21                     | —                      | —                      | —                      | —                      | —                      | —                      | 24                     | - FRA: Diamond - BEL: 2× Platinum                                                         | Ceinture noire                   |
| "Loup garou" (feat. Sofiane)                                                            | 2018 | 3                      | 38                     | —                      | —                      | —                      | —                      | —                      | —                      | —                      | 86                     | - FRA: Gold                                                                               | Ceinture noire                   |
| "Corazón" (feat. Lil Wayne a French Montana)                                            | 2018 | 52                     | 50                     | —                      | —                      | —                      | —                      | —                      | —                      | —                      | —                      | - FRA: Gold                                                                               | Ceinture noire                   |
| "Le Pire"                                                                               | 2018 | 57                     | —                      | —                      | —                      | —                      | —                      | —                      | —                      | —                      | —                      | - FRA: Gold                                                                               | Ceinture noire                   |
| "Anakin"                                                                                | 2018 | 80                     | —                      | —                      | —                      | —                      | —                      | —                      | —                      | —                      | —                      | —                                                                                         | Ceinture noire                   |
| "Oulala"                                                                                | 2018 | 126                    | —                      | —                      | —                      | —                      | —                      | —                      | —                      | —                      | —                      | —                                                                                         | Ceinture noire                   |
| "Miami Vice"                                                                            | 2019 | 39                     | 37                     | —                      | —                      | —                      | —                      | —                      | —                      | —                      | 83                     | - FRA: Gold                                                                               | Ceinture noire                   |
| "Hola Señorita" (s Maluma)                                                              | 2019 | 15                     | 5                      | —                      | —                      | —                      | —                      | —                      | 52                     | 23                     | 12                     | - FRA: Platinum - BEL: Gold - ITA: Gold - SPA: Platinum - SWI: Platinum                   | Ceinture noire                   |
| "Reste" (se Sting)                                                                      | 2019 | 16                     | 9                      | —                      | —                      | —                      | —                      | —                      | 169                    | —                      | 91                     | - FRA: Platinum - BEL: Gold                                                               | Ceinture noire                   |
| "Ceci n'est pas du rap" (featuring Niro)                                                | 2019 | 64                     | —                      | —                      | —                      | —                      | —                      | —                      | —                      | —                      | —                      | —                                                                                         | Ceinture noire                   |
| "Le Prix à payer"                                                                       | 2019 | 172                    | —                      | —                      | —                      | —                      | —                      | —                      | —                      | —                      | —                      | —                                                                                         | Ceinture noire                   |
| "Entre nous c'est mort"                                                                 | 2019 | —                      | —                      | —                      | —                      | —                      | —                      | —                      | —                      | —                      | —                      | - FRA: Gold                                                                               | Ceinture noire                   |
| "10/10" s Dadju a Alonzo)                                                               | 2020 | 94                     | —                      | —                      | —                      | —                      | —                      | —                      | —                      | —                      | —                      | - FRA: Gold                                                                               | Ceinture noire                   |
| "Malheur, Malheur"                                                                      | 2020 | —                      | —                      | —                      | —                      | —                      | —                      | —                      | —                      | —                      | —                      | - FRA: Gold                                                                               | Ceinture noire                   |
| "Yolo"                                                                                  | 2020 | 46                     | —                      | —                      | —                      | —                      | —                      | —                      | —                      | —                      | —                      | —                                                                                         | Le fléau                         |
| "Immortel"                                                                              | 2020 | 99                     | —                      | —                      | —                      | —                      | —                      | —                      | —                      | —                      | —                      | —                                                                                         | Le fléau                         |
| "Oro Jackson" (feat. Gazo)                                                              | 2020 | 79                     | —                      | —                      | —                      | —                      | —                      | —                      | —                      | —                      | —                      | —                                                                                         | Le fléau                         |
| "Origami" (feat. XNilo)                                                                 | 2020 | 64                     | —                      | —                      | —                      | —                      | —                      | —                      | —                      | —                      | —                      | —                                                                                         | Le fléau                         |
| "Jusqu'ici tout va bien"                                                                | 2020 | 9                      | 10                     | —                      | —                      | —                      | —                      | —                      | —                      | —                      | —                      | —                                                                                         | Le fléau                         |
| "Belle" (s Dadju a Slimane)                                                             | 2021 | 36                     | —                      | —                      | —                      | —                      | —                      | —                      | —                      | —                      | —                      | —                                                                                         | Le fléau                         |
| "GJS" (s Jul a SCH)                                                                     | 2021 | 41                     | —                      | —                      | —                      | —                      | —                      | —                      | —                      | —                      | —                      | —                                                                                         | Le fléau                         |
| "Only You" (feat. Dhurata Dora)                                                         | 2021 | 84                     | —                      | —                      | —                      | —                      | —                      | —                      | —                      | —                      | 19                     | —                                                                                         | Le fléau                         |
| "Prends ma main" (s Vitaa)                                                              | 2021 | 49                     | 39                     | —                      | —                      | —                      | —                      | —                      | —                      | —                      | —                      | —                                                                                         | Le fléau                         |
| "Maintenant"                                                                            | 2022 | 135                    | 20                     | —                      | —                      | —                      | —                      | —                      | —                      | —                      | —                      | —                                                                                         | Les dernières volontés de Mozart |
| "Après vous madame" (se Soolking)                                                       | 2023 | 74                     | 46                     | —                      | —                      | —                      | —                      | —                      | —                      | —                      | —                      | —                                                                                         | Singly bez alb                   |
| "Seya" (se Sativamusic a Morad)                                                         | 2023 | 26                     | 44                     | —                      | —                      | —                      | —                      | 57                     | 91                     | 31                     | 20                     | —                                                                                         | Singly bez alb                   |
| "Loco" s Lossa)                                                                         | 2024 | 20                     | 30                     | —                      | —                      | —                      | —                      | —                      | —                      | —                      | —                      | —                                                                                         | Singly bez alb                   |
| "Spider" (s Dystinct)                                                                   | 2024 | 1                      | 1                      | —                      | —                      | —                      | —                      | 57                     | —                      | —                      | 17                     | —                                                                                         | Le Nord se souvient              |
| "Sois pas timide"                                                                       | 2024 | 1                      | 1                      | —                      | —                      | —                      | —                      | —                      | —                      | —                      | —                      | —                                                                                         | Le Nord se souvient              |
| "Ohma Tokita"                                                                           | 2024 | 29                     | —                      | —                      | —                      | —                      | —                      | —                      | —                      | —                      | —                      | —                                                                                         | Singly bez alb                   |
| "Ciel"                                                                                  | 2024 | 1                      | 1                      | —                      | —                      | —                      | —                      | —                      | —                      | —                      | 14                     | —                                                                                         | Singly bez alb                   |
| "Ninao"                                                                                 | 2025 | 1                      | 1                      | —                      | —                      | 94                     | —                      | 78                     | —                      | —                      | 7                      | —                                                                                         | Singly bez alb                   |
| "—" značí, že se nahrávka neumístila v hitparádách nebo v tomto území ani nebyla vydána |      |                        |                        |                        |                        |                        |                        |                        |                        |                        |                        |                                                                                           |                                  |

### Jako vedlejší umělec
| Singl                                                                                   | Rok  | Umístění v hitparádách | Umístění v hitparádách | Umístění v hitparádách | Certifikace     | Album                              |
| Singl                                                                                   | Rok  | FRA                    | BEL (Fl)               | BEL (Wa)               | Certifikace     | Album                              |
| --------------------------------------------------------------------------------------- | ---- | ---------------------- | ---------------------- | ---------------------- | --------------- | ---------------------------------- |
| "Pas de nouvelle bonne nouvelle" (DJ Abdel feat. Maître Gims a Black M)                 | 2011 | 84                     | —                      | —                      | —               | Evolution                          |
| "Ma mélodie" (Dry feat. Maître Gims)                                                    | 2012 | 33                     | —                      | 27                     | —               | Tôt ou tard                        |
| "Coucou" (s Colonel Reyel)                                                              | 2012 | 149                    | —                      | —                      | —               | Soldat de l'amour                  |
| "Fin de dream" (H Magnum feat. Maître Gims)                                             | 2013 | 170                    | —                      | —                      | —               | Fin de dream (Avant Gotham City)   |
| "AVF" (Stromae s Maître Gims a Orelsan)                                                 | 2013 | 43                     | —                      | 38                     | —               | Racine carrée                      |
| "Game Over" (Vitaa feat. Maître Gims)                                                   | 2013 | 1                      | 68                     | 7                      | —               | Ici et maintenant                  |
| "Le choix" (Dry feat. Maître Gims)                                                      | 2013 | 57                     | —                      | —                      | —               | Maintenant ou jamais               |
| "Longueur d'avance" (Booba feat. Maître Gims)                                           | 2013 | 13                     | —                      | 48                     | —               | Futur 2.0                          |
| "Pour commencer" (Marin Monster feat. Maître Gims)                                      | 2014 | 46                     | —                      | 27                     | —               | Marin Monster                      |
| "Prie pour moi" (Maska feat. Maître Gims)                                               | 2014 | 50                     | —                      | 44                     | —               | Espace-temps                       |
| "Du swagg" (DJ Kayz feat. H Magnum a Maître Gims)                                       | 2014 | 45                     | —                      | —                      | —               | Paris Oran New York                |
| "A contre sens" (Shaniz feat. Maître Gims)                                              | 2014 | 89                     | —                      | —                      | —               | Singl bez alb                      |
| "Laisse-moi te dire" (Mac Tyer feat. Maître Gims)                                       | 2014 | 40                     | —                      | 38                     | —               | Je suis une légende                |
| "Dans son sac" (Alonzo feat. Maître Gims)                                               | 2014 | 78                     | —                      | —                      | —               | Règlement de comptes               |
| "Au cœur de Lutéce" (Hayce Lemsi feat. Maître Gims)                                     | 2015 | 184                    | —                      | —                      | —               | 'L'or des rois                     |
| "Petit jaloux" (Lacrim feat. Maître Gims)                                               | 2015 | 64                     | —                      | —                      | —               | Ripro Vol. 2                       |
| "Pourquoi tu m'en veux?" (H Magnum feat. Maître Gims)                                   | 2016 | 89                     | —                      | 34                     | —               | Gotham City                        |
| "Elle avait son djo" (Niska feat. Maître Gims)                                          | 2016 | 9                      | —                      | —                      | - FRA: Gold     | Zifukoro                           |
| "Tu la regardes" (John Mamann feat. Maître Gims)                                        | 2017 | 67                     | —                      | —                      | —               | Singl bez alb                      |
| "Ce soir ne sors pas" (Lacrim feat. Maître Gims)                                        | 2017 | 20                     | —                      | 46                     | - FRA: Platinum | R.I.P.R.O                          |
| "Par amour" (Dadju feat. Maître Gims)                                                   | 2017 | 10                     | —                      | —                      | - FRA: Diamond  | Gentleman 2.0                      |
| "Ma fierté" (Dadju feat. Alonzo a Maître Gims)                                          | 2017 | 28                     | —                      | —                      | - FRA: Gold     | Gentleman 2.0                      |
| "Gotta Get Back My Baby" (Sting a Shaggy feat. Maître Gims)                             | 2018 | —                      | —                      | —                      | —               | 44/876                             |
| "Christophe" (Orelsan feat. Maître Gims)                                                | 2018 | 8                      | —                      | —                      | - FRA: Gold     | La fête est finie a Ceinture noire |
| "Bella ciao" (Naestro feat. Maître Gims, Vitaa, Dadju a Slimane)                        | 2018 | 2                      | —                      | —                      | - FRA: Diamond  | Ceinture noire                     |
| "Baden Baden" (SCH feat. Maître Gims)                                                   | 2019 | 59                     | —                      | —                      | —               | Rooftop                            |
| "On Off" (Shirin David feat. Maître Gims)                                               | 2019 | —                      | —                      | —                      | - GER: Gold     | Shirin David album Supersize       |
| "Paye" (Niro feat. Maître Gims)                                                         | 2020 | 124                    | —                      | —                      | —               | Sale môme                          |
| "1er cœur" (Kaaris feat. Gims)                                                          | 2020 | 32                     | —                      | —                      | —               | 2.7.0                              |
| "Dernier métro" (Kendji Girac feat. Gims)                                               | 2020 | 79                     | 15                     | —                      | —               | Mi Vida                            |
| "Cesar" (Black M feat. Maître Gims)                                                     | 2021 | 32                     | —                      | —                      | —               | Alpha...                           |
| "Best Life" (Naps feat. Maître Gims)                                                    | 2021 | —                      | —                      | 39                     | —               | Best Life                          |
| "TMO" (Issam Alnajjar feat. Mohamed Ramadan a Gims)                                     | 2023 | —                      | —                      | —                      | —               | Singly bez alb                     |
| "Carré OK" (Soolking feat. Gims)                                                        | 2024 | 19                     | —                      | 9                      | —               | Singly bez alb                     |
| "—" značí, že se nahrávka neumístila v hitparádách nebo v tomto území ani nebyla vydána |      |                        |                        |                        |                 |                                    |

## Další vydané a umístěné písně
| Název                                                                                   | Rok  | Umístění v hitparádách | Umístění v hitparádách | Umístění v hitparádách | Umístění v hitparádách | Umístění v hitparádách | Certifikace | Album                       |
| Název                                                                                   | Rok  | FRA                    | BEL (Wa)               | BEL (Fl)               | GER                    | SWI                    | Certifikace | Album                       |
| --------------------------------------------------------------------------------------- | ---- | ---------------------- | ---------------------- | ---------------------- | ---------------------- | ---------------------- | ----------- | --------------------------- |
| "Meurtre par strangulation"                                                             | 2013 | 59                     | —                      | —                      | —                      | —                      | —           | Subliminal                  |
| "VQ2PQ"                                                                                 | 2013 | 66                     | —                      | —                      | —                      | —                      | —           | Subliminal                  |
| "La chute"                                                                              | 2013 | 137                    | —                      | —                      | —                      | —                      | —           | Subliminal                  |
| "Épuisé"                                                                                | 2013 | 79                     | —                      | —                      | —                      | —                      | —           | Subliminal                  |
| "À la base"                                                                             | 2013 | 134                    | —                      | —                      | —                      | —                      | —           | Subliminal                  |
| "Ça décoiffe" (feat. Black M a JR O Crom)                                               | 2013 | 104                    | —                      | —                      | —                      | —                      | —           | Subliminal                  |
| "Où est ton arme" (feat. Maska)                                                         | 2013 | 163                    | —                      | —                      | —                      | —                      | —           | Subliminal                  |
| "Laisse tomber" (feat. Dr Beriz A Insolent)                                             | 2013 | 200                    | —                      | —                      | —                      | —                      | —           | Subliminal                  |
| "Bavon" (feat. Charly Bell)                                                             | 2013 | 92                     | —                      | —                      | —                      | —                      | —           | Les chroniques du Wati Boss |
| "Pas touché" (feat. Pitbull)                                                            | 2013 | 90                     | —                      | —                      | —                      | —                      | —           | Subliminal                  |
| "Outsider" (feat. Bedjik, Dadju A Xgangs)                                               | 2013 | 147                    | —                      | —                      | —                      | —                      | —           | Subliminal                  |
| "Freedom" (feat. H Magnum)                                                              | 2013 | 146                    | —                      | —                      | —                      | —                      | —           | Subliminal                  |
| "De Marseille à Paris" (feat. Bedjik, Dr Beriz, H Magnum and Soprano)                   | 2013 | 58                     | —                      | —                      | —                      | —                      | —           | Subliminal                  |
| "Close Your Eyes" (feat. JR O Crom)                                                     | 2013 | 54                     | —                      | —                      | —                      | —                      | —           | Subliminal                  |
| "You Lose"                                                                              | 2013 | 65                     | —                      | —                      | —                      | —                      | —           | Subliminal                  |
| "Monstre marin"                                                                         | 2013 | 50                     | —                      | —                      | —                      | —                      | —           | Subliminal                  |
| "Melynda Gates"                                                                         | 2015 | 112                    | —                      | —                      | —                      | —                      | —           | Mon cœur avait raison       |
| "Longue vie" (feat. Lefa)                                                               | 2015 | 52                     | —                      | —                      | —                      | —                      | —           | Mon cœur avait raison       |
| "Hasta Luego"                                                                           | 2015 | 75                     | —                      | —                      | —                      | —                      | —           | Mon cœur avait raison       |
| "Habibi"                                                                                | 2015 | 86                     | —                      | —                      | —                      | —                      | —           | Mon cœur avait raison       |
| "Mon cœur avait raison"                                                                 | 2015 | 54                     | —                      | —                      | —                      | —                      | —           | Mon cœur avait raison       |
| "Cadeaux"                                                                               | 2015 | 183                    | —                      | —                      | —                      | —                      | —           | Mon cœur avait raison       |
| "ABCD"                                                                                  | 2015 | 165                    | —                      | —                      | —                      | —                      | —           | Mon cœur avait raison       |
| "La main du roi"                                                                        | 2015 | 171                    | —                      | —                      | —                      | —                      | —           | Mon cœur avait raison       |
| "Contradiction" (feat. Barack Adama)                                                    | 2015 | 98                     | —                      | —                      | —                      | —                      | —           | Mon cœur avait raison       |
| "Sans rétro" (feat. Dadju)                                                              | 2015 | 184                    | —                      | —                      | —                      | —                      | —           | Mon cœur avait raison       |
| "Number One" (feat. H Magnum)                                                           | 2015 | 143                    | —                      | —                      | —                      | —                      | —           | Mon cœur avait raison       |
| "150"                                                                                   | 2016 | 61                     | —                      | —                      | —                      | —                      | —           | Mon cœur avait raison       |
| "Paname"                                                                                | 2016 | 95                     | —                      | —                      | —                      | —                      | —           | Mon cœur avait raison       |
| "Pense à moi"                                                                           | 2016 | 55                     | —                      | —                      | —                      | —                      | —           | Mon cœur avait raison       |
| "Tu ne le vois pas" (feat. Dadju)                                                       | 2018 | 14                     | 49                     | —                      | —                      | —                      | - FRA: Gold | Ceinture noire              |
| "Tu m'as dit" (feat. Bedjik)                                                            | 2018 | 192                    | —                      | —                      | —                      | —                      | —           | Ceinture noire              |
| "La nuit c'est fait pour dormir" (feat. Orelsan a H Magnum)                             | 2018 | 148                    | —                      | —                      | —                      | —                      | —           | Ceinture noire              |
| "Appelez la police" (feat. MHD)                                                         | 2018 | 138                    | —                      | —                      | —                      | —                      | —           | Ceinture noire              |
| "Tant pis"                                                                              | 2018 | 64                     | —                      | —                      | —                      | —                      | —           | Ceinture noire              |
| "Fuegolando"                                                                            | 2018 | 175                    | —                      | —                      | —                      | —                      | —           | Ceinture noire              |
| "Laissez-moi tranquille"                                                                | 2018 | 141                    | —                      | —                      | —                      | —                      | —           | Ceinture noire              |
| "Tu reviendras"                                                                         | 2018 | 31                     | —                      | —                      | —                      | —                      | —           | Ceinture noire              |
| "Merci maman"                                                                           | 2018 | 104                    | —                      | —                      | —                      | —                      | —           | Ceinture noire              |
| "T'es partie"                                                                           | 2018 | 69                     | —                      | —                      | —                      | —                      | —           | Ceinture noire              |
| "Bonita"                                                                                | 2018 | 133                    | —                      | —                      | —                      | —                      | —           | Ceinture noire              |
| "Où aller"                                                                              | 2018 | 23                     | 35                     | —                      | —                      | —                      | —           | Ceinture noire              |
| "Gunshot"                                                                               | 2018 | 150                    | —                      | —                      | —                      | —                      | —           | Ceinture noire              |
| "Tu me l'avais promis"                                                                  | 2018 | 100                    | —                      | —                      | —                      | —                      | —           | Ceinture noire              |
| "60%"                                                                                   | 2018 | 166                    | —                      | —                      | —                      | —                      | —           | Ceinture noire              |
| "Je t'en veux"                                                                          | 2018 | 153                    | —                      | —                      | —                      | —                      | —           | Ceinture noire              |
| "Les roses ont des épines"                                                              | 2018 | 89                     | —                      | —                      | —                      | —                      | —           | Ceinture noire              |
| "Pirate" (feat. J Balvin)                                                               | 2019 | 168                    | —                      | —                      | —                      | —                      | —           | Ceinture noire              |
| "En secret" (feat. Vitaa)                                                               | 2019 | 74                     | —                      | —                      | —                      | —                      | —           | Ceinture noire              |
| "Jasmine"                                                                               | 2019 | 97                     | —                      | —                      | —                      | —                      | —           | Ceinture noire              |
| "Naïf"                                                                                  | 2019 | 109                    | —                      | —                      | —                      | —                      | —           | Ceinture noire              |
| "Comme une ombre"                                                                       | 2019 | 94                     | —                      | —                      | —                      | —                      | —           | Ceinture noire              |
| "Mets-moi bien"                                                                         | 2019 | 81                     | —                      | —                      | —                      | —                      | —           | Ceinture noire              |
| "Te quiero" (s DJ Assad feat. Dhurata Dora)                                             | 2019 | 100                    | —                      | —                      | —                      | —                      | —           | Ceinture noire              |
| "Côté Noir" (feat. Leto)                                                                | 2020 | 38                     | —                      | —                      | —                      | —                      | —           | Le Fléau                    |
| "Oats" (feat. Boumidjal X)                                                              | 2020 | 86                     | —                      | —                      | —                      | —                      | —           | Le Fléau                    |
| "Pendejo" (feat. Bosh)                                                                  | 2020 | 58                     | —                      | —                      | —                      | —                      | —           | Le Fléau                    |
| "Twenny Twenny" (feat. Tifyala)                                                         | 2020 | 171                    | —                      | —                      | —                      | —                      | —           | Le Fléau                    |
| "Og na og"                                                                              | 2020 | 193                    | —                      | —                      | —                      | —                      | —           | Le Fléau                    |
| "Sicario" (feat. Heuss l'Enfoiré)                                                       | 2020 | 32                     | —                      | —                      | —                      | —                      | —           | Le Fléau                    |
| "Jetez pas l'œil" (feat. Vald)                                                          | 2020 | 52                     | —                      | —                      | —                      | —                      | —           | Le Fléau                    |
| "Grosse bleta" (feat. Kaaris)                                                           | 2020 | 70                     | —                      | —                      | —                      | —                      | —           | Le Fléau                    |
| "Dans ma tête" (feat. Jaekers)                                                          | 2020 | 170                    | —                      | —                      | —                      | —                      | —           | Le Fléau                    |
| "C'est comme ça"                                                                        | 2020 | 191                    | —                      | —                      | —                      | —                      | —           | Le Fléau                    |
| "Thomas Shelby"                                                                         | 2020 | 150                    | —                      | —                      | —                      | —                      | —           | Le Fléau                    |
| "C'est quoi l'del" (feat. Nekfeu)                                                       | 2021 | 51                     | —                      | —                      | —                      | —                      | —           | Le Fléau                    |
| "Mirage" (feat. Aribeatz, Ozuna a Sfera Ebbasta)                                        | 2023 | 53                     | —                      | —                      | —                      | —                      |             | Singl bez alb               |
| "Terminal 2F" (s Dadju)                                                                 | 2024 | 26                     | —                      | —                      | —                      | —                      |             | Le Nord se souvient         |
| "San Goku"                                                                              | 2024 | 98                     | —                      | —                      | —                      | —                      |             | Le Nord se souvient         |
| "Diana"                                                                                 | 2025 | 10                     | —                      | —                      | —                      | —                      |             |                             |
| "Baby"                                                                                  | 2025 | 15                     | —                      | —                      | —                      | —                      |             |                             |
| "—" značí, že se nahrávka neumístila v hitparádách nebo v tomto území ani nebyla vydána |      |                        |                        |                        |                        |                        |             |                             |